# ナーマッカル県
ナーマッカル県（நாமக்கல் மாவட்டம் ; Namakkal District）は、インド南部のタミル・ナードゥ州に属する30の県の一つ。県庁所在地はナーマッカル。

## 概要
2011年の国勢調査では、面積3404平方キロメートル、人口172万6601人、人口密度は439人/km2。
北はセーラム県、東はティルッチラーッパッリ県、南はカルール県、西はイーロードゥ県に接する。
本県は、鶏の生産で有名である。

## 歴史
1997年1月1日に、セーラム県から分離して誕生。

## 行政区分

### 郡
ナーマッカル県は、以下の4つの郡（タミル語 வட்டம் 「円」 ; 英訳 taluk）に区分けされている。
- ラーシプラム郡（இராசிபுரம் ; Rasipuram）
- ティルッチェンコードゥ郡（திருச்செங்கோடு ; Thiruchengode）
- ナーマッカル郡（நாமக்கல் ; Namakkal）
- パラマッティ・ヴェールール郡（பரமத்தி வேலூர் ; Paramathi-Velur）

### 区
ナーマッカル県は、以下の15の区（英訳 block）に区分けされている。
- ナーマギリッペーッタイ区（நாமகிரிப்பேட்டை ; Namagiripettai）
- ヴェンナーンドゥール区（வெண்ணாந்தூர் ; Vennandur）
- ラーシプラム区（இராசிபுரம் ; Rasipuram）
- マッラサムッティラム区（மல்லசமுத்திரம் ; Mallasamudram）
- コッリマライ区（கொல்லிமலை ; Kolli-Hills）
- セーンダマンガラム区（சேந்தமங்கலம் ; Sendamangalam）
- プドゥッチャッティラム区（புதுச்சத்திரம் ; Puduchathiram）？
- イェラッチパーライヤム区（எலச்சிபாளையம் ; Elachipalayam）
- ティルッチェンコードゥ区（திருச்செங்கோடு ; Thiruchengode）
- パッリパーライヤム区（பள்ளிபாளையம் ; Pallipalayam）
- イェルマイッパッティ区（எருமைப்பட்டி ; Erumapatti）
- ナーマッカル区（நாமக்கல் ; Namakkal）
- モーハヌール区（மோஹனூர் ; Mohanur）
- パラマッティ区（பரமத்தி ; Paramathi）
- カビラルマライ区（கபிலர்மலை ; Kabilarmalai）？